# Feel Good Inc.
"Feel Good Inc." és el primer senzill de l'àlbum Demon Days, del grup britànic Gorillaz, que va comptar amb la col·laboració de De La Soul. Fou un èxit mundial i va arribar a la primera posició en llistes de senzills de diversos països.

## Informació
La cançó ha estat utilitzada en diversos videojocs musicals com Guitar Hero 5, DJ Hero, Dance Dance Revolution Hottest Party 3 i Rock Band. En el darrer cas com a material descarregable i en el DJ Hero apareix en tres ocasions remesclada amb "I Heard It Through the Grapevine" de Marvin Gaye, "Atomic" de Blondie i "Hollaback Girl" de Gwen Stefani.
Fou guardonada amb els premis MTV Video Music Awards del 2005 com a vídeo revelació i vídeo amb millors efectes especials, i també un premi Grammy l'any 2006 com a millor col·laboració pop de veu.

### Videoclip
El videoclip surrealista mostra a 2D, Russel i Murdoc tocant la cançó envoltats de molta gent mentre estan atrapats en una torre que s'assembla a una cigarreta (de la marca "Feel Good Inc."), la qual es troba en un paisatge distòpic. La Noodle està tocant una guitarra acústica sobre una petita illa que es desplaça volant pel cel aparentment gràcies a un molí de vent. En 2D mira de d'una finestra en Noodle i sembla que vol sentir-se lliure com ell. Al final apareixen una sèrie d'helicòpters que persegueixen l'illa però no es descobreix si volen impedir que la Noodle s'escapi o si simplement la volen arruixar de la torre.
Els principals temes del videoclip són la llibertat mental i l'"estupidització" de la cultura popular a causa dels mitjans de comunicació, temes que Damon Albarn tracta en diverses cançons de l'àlbum després d'observar l'estat del món actual. La torre del videoclip representa la presó mental en la qual està tancada la gent. La majoria de persones estan estirades a terra simbolitzant que ja estan idiotitzades i alguns com en 2D s'aixequen intentant despertar a la resta com un activista. En canvi, l'illa representa la llibertat de pensament. Dins la torre, apareixen imatges de De La Soul en unes pantalles gegants que representen la veu de la "corporació" per a fer una rentada de cervell a la gent de la torre i convèncer que són feliços així. El creador del videoclip, Jamie Hewlett, va explicar que s'havia inspirat en l'artista d'animació japonès Hayao Miyazaki per crear l'ambient i especialment en Làputa, el castell al cel del mateix autor per representar l'illa amb el molí de vent.

## Llista de cançons
CD
1. "Feel Good Inc."
2. "Spitting Out the Demons"

DVD
1. "Feel Good Inc." (video)
2. "Spitting Out the Demons"
3. "Bill Murray"

7"
1. "Feel Good Inc."
2. "68 State"

CD (Japó)
1. "Feel Good Inc."
2. "Spitting Out the Demons"
3. "Bill Murray"
4. "Murdoc Is God"
5. "Feel Good Inc." (video)

EP iTunes (EUA)
1. "Feel Good Inc." (Animatic)
2. "Feel Good Inc." (Live In Harlem)
3. "Feel Good Inc." (Noodle's demo)
4. "68 State"

## Llistes
| Llista                                 | Posició |
| -------------------------------------- | ------- |
| U.S. Billboard Hot 100                 | 14      |
| U.S. Billboard Hot Dance Singles Sales | 3       |
| U.S. Billboard Hot Modern Rock Tracks  | 1       |
| U.S. Billboard Top 40 Mainstream       | 4       |
| Australia ARIA Top 50 Singles Chart    | 3       |
| Canada Top 50 Singles Chart            | 6       |
| Germany Top 100 Singles Chart          | 8       |
| Spain Top 50 Singles Chart             | 1       |
| UK Singles Chart                       | 2       |
| Eurochart Hot 100 Singles Chart        | 5       |
| Official World Top 100 Airplay Songs   | 4       |

## Guardons
Nominacions
- 2006: Grammy a la gravació de l'any